# Порт-Ліїше
Порт-Ліїше (Порт-Ліше; англ. Portlaoise; ірл. Port Laoise, [pɔrtˈliːʃə]) — (мале) місто в Ірландії, адміністративний центр графства Ліїш (провінція Ленстер), а також його найбільше місто. Історично відоме під назвою Меріборо (Maryborough).
Місцева залізнична станція була відкрита 26 червня 1847.

## Демографія
Населення — 14 613 осіб (за переписом 2006 року). 2002 року населення становило 12 127 осіб. При цьому населення всередині міської межі (legal area) становило 3281, а населення передмість (environs) — 11 332.
Дані перепису 2006 року:
| Загальні демографічні показники |               |                           |                           |           |       |
| Все населення                   | Все населення | Зміни населення 2002—2006 | Зміни населення 2002—2006 | 2006      | 2006  |
| 2002                            | 2006          | осіб                      | %                         | чоловіків | жінок |
| 12 127                          | 14 613        | 2486                      | 20,5                      | 7645      | 6968  |

## Галерея

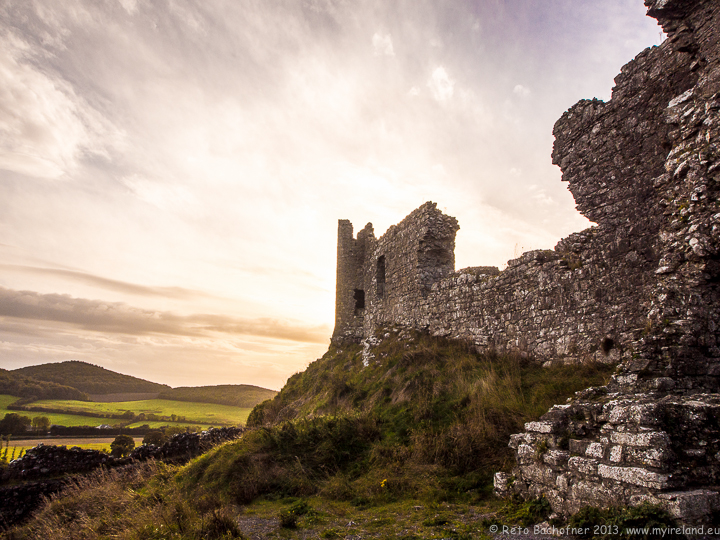
Замок Данемейс
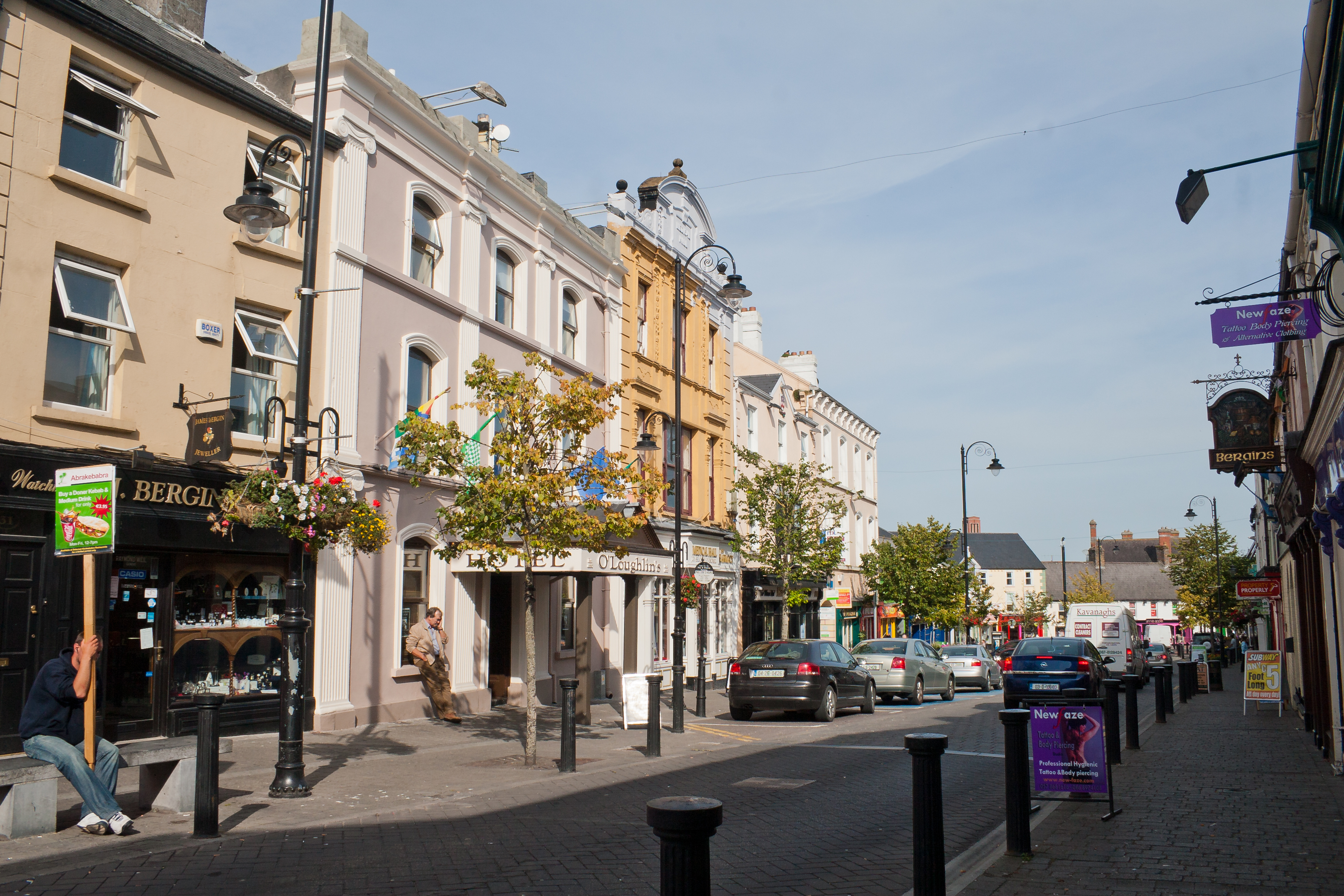
Головна вулиця міста
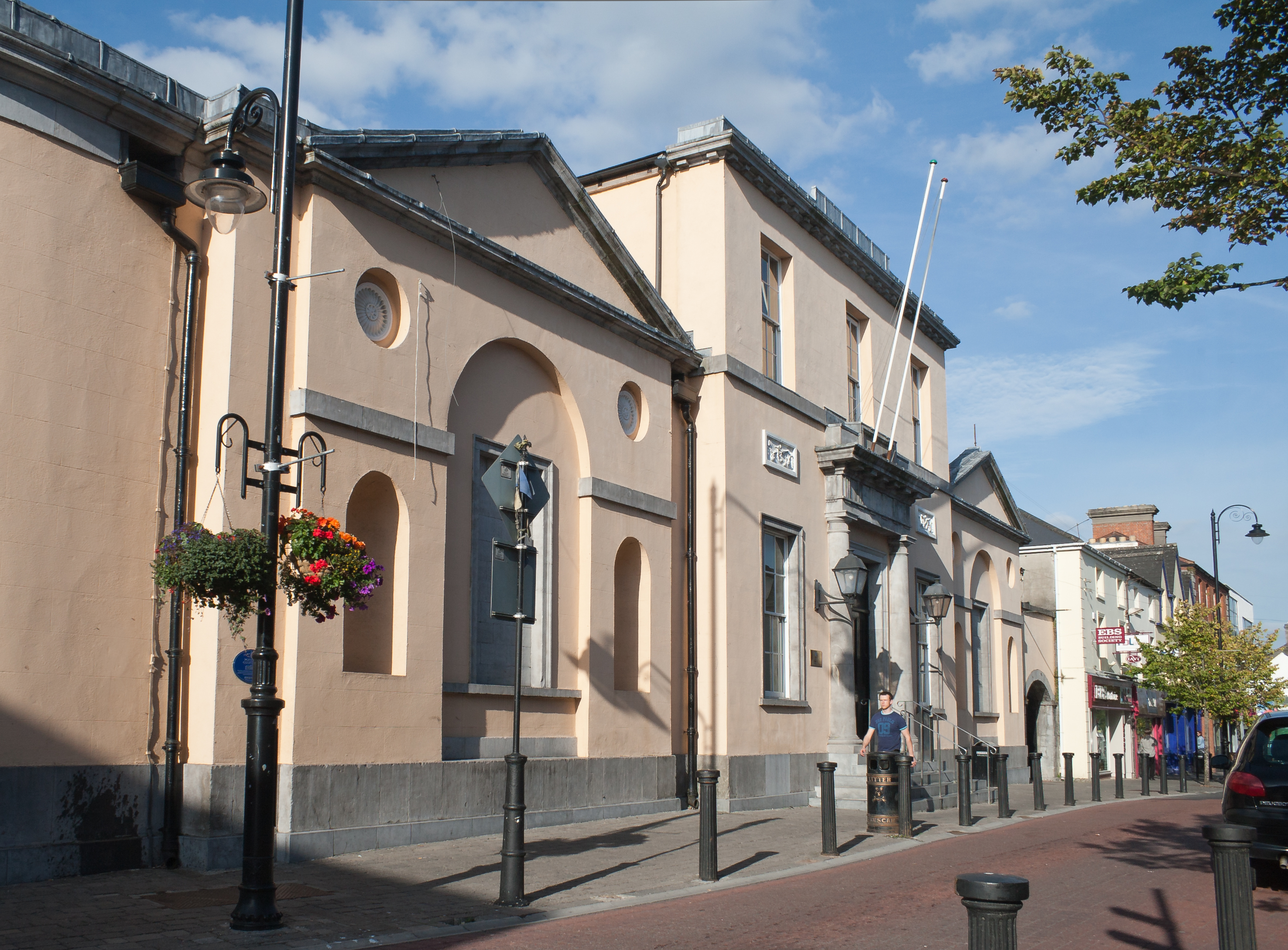
Будівля суду на головній вулиці
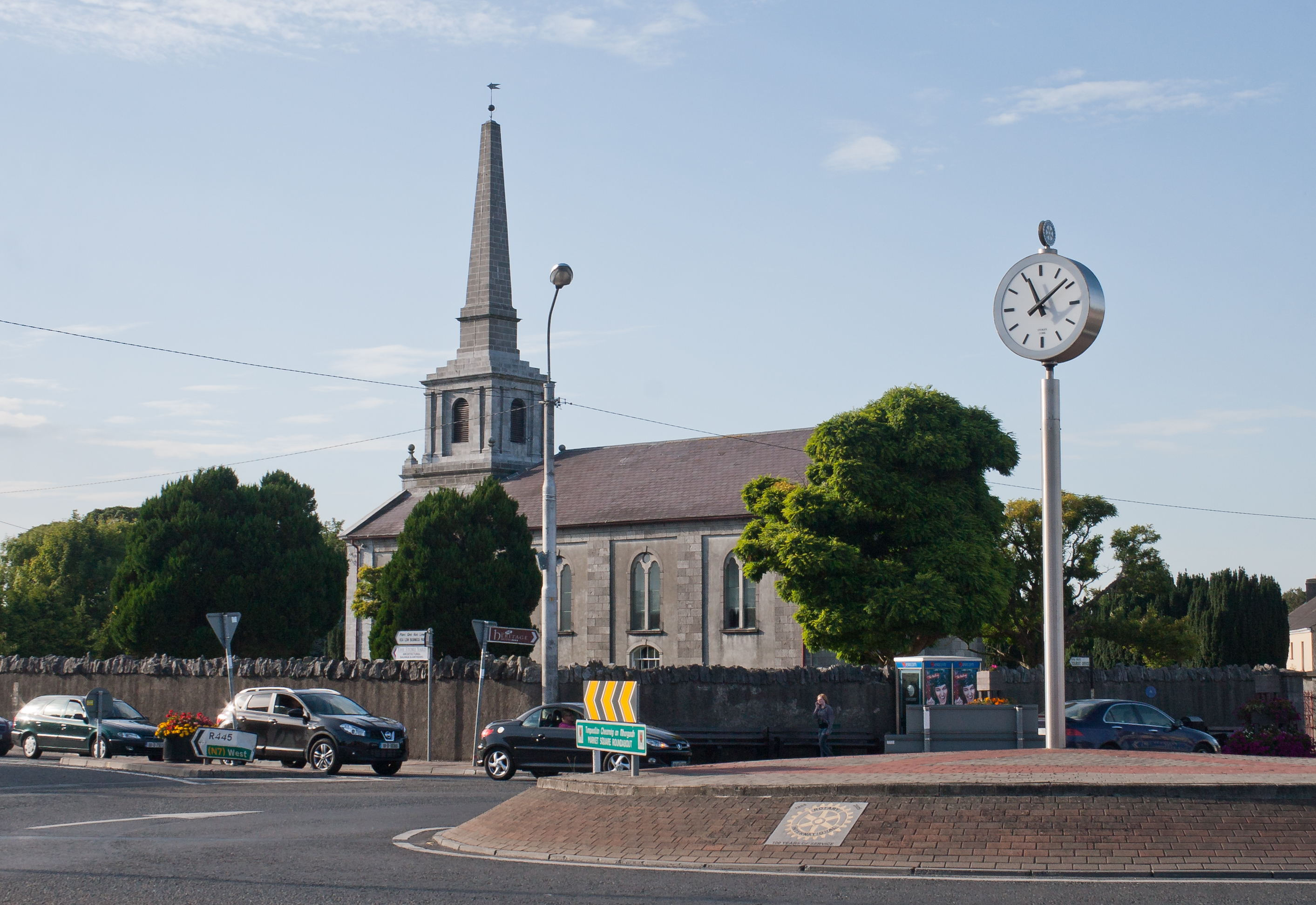
Церква святого Петра на Ринковій площі

## Міста-побратими
- Кулуньє-Шам'є,  Франція